# وو-سور-سن
وُ-سوُر-سِن (به فرانسوی: Vaux-sur-Seine) یک کمون در فرانسه است که در Canton of Meulan-en-Yvelines واقع شده‌است.

## خصوصیات
وُ-سوُر-سِن ۸٫۴۵ کیلومترمربع مساحت و ۴٬۸۱۲ نفر جمعیت دارد و ۲۵ متر بالاتر از سطح دریا واقع شده‌است.